# Danh sách câu lạc bộ bóng đá ở Mozambique
Đây là danh sách không đầy đủ các câu lạc bộ bóng đá ở Mozambique.
Về danh sách đầy đủ, xem Thể loại:Câu lạc bộ bóng đá Mozambique

## A
- Atlético Muçulmano da Matola

## C
- CD Costa do Sol (Maputo)
- CD Matchedje de Maputo
- CD Maxaquene (Maputo)
- Clube Ferroviário da Beira
- Clube Ferroviário de Maputo

## D
- Desportivo Chimoio

## E
- Estrella Beira

## G
- GD HCB de Songo (Songo)
- Grupo Desportivo de Maputo

## I
- Incomáti de Xinavane

## J
- Juventus Manica

## L
- Liga Muçulmana de Maputo

## M
- Matchedje Nampula

## N
- Nova Alianca Maputo

## P
- Palmeiras Quelimane

## R
- Romos Maputo

## S
- Silmo Mocuba
- Sporting Clube da Beira
- Sport Macúti e Benfica
- Sport Quelimane e Benfica

## T
- Textáfrica